# 湾甸子镇
湾甸子镇，是中华人民共和国辽宁省抚顺市清原满族自治县下辖的一个乡镇级行政单位。

## 行政区划
湾甸子镇下辖以下地区：
湾甸子社区、龙头村、坎椽沟村、尖山子村、红树沟村、大那路村、大庙村、得胜村、大边沟村、风道村、七道河村和湾甸子村。